# Sengilej
Sengilej (in russo Сенгиле́й?) è una cittadina di circa 8.000 abitanti dell'Oblast' di Ul'janovsk, nella Russia europea meridionale. È il capoluogo del rajon Sengileevskij.